# Elisabet Farnese

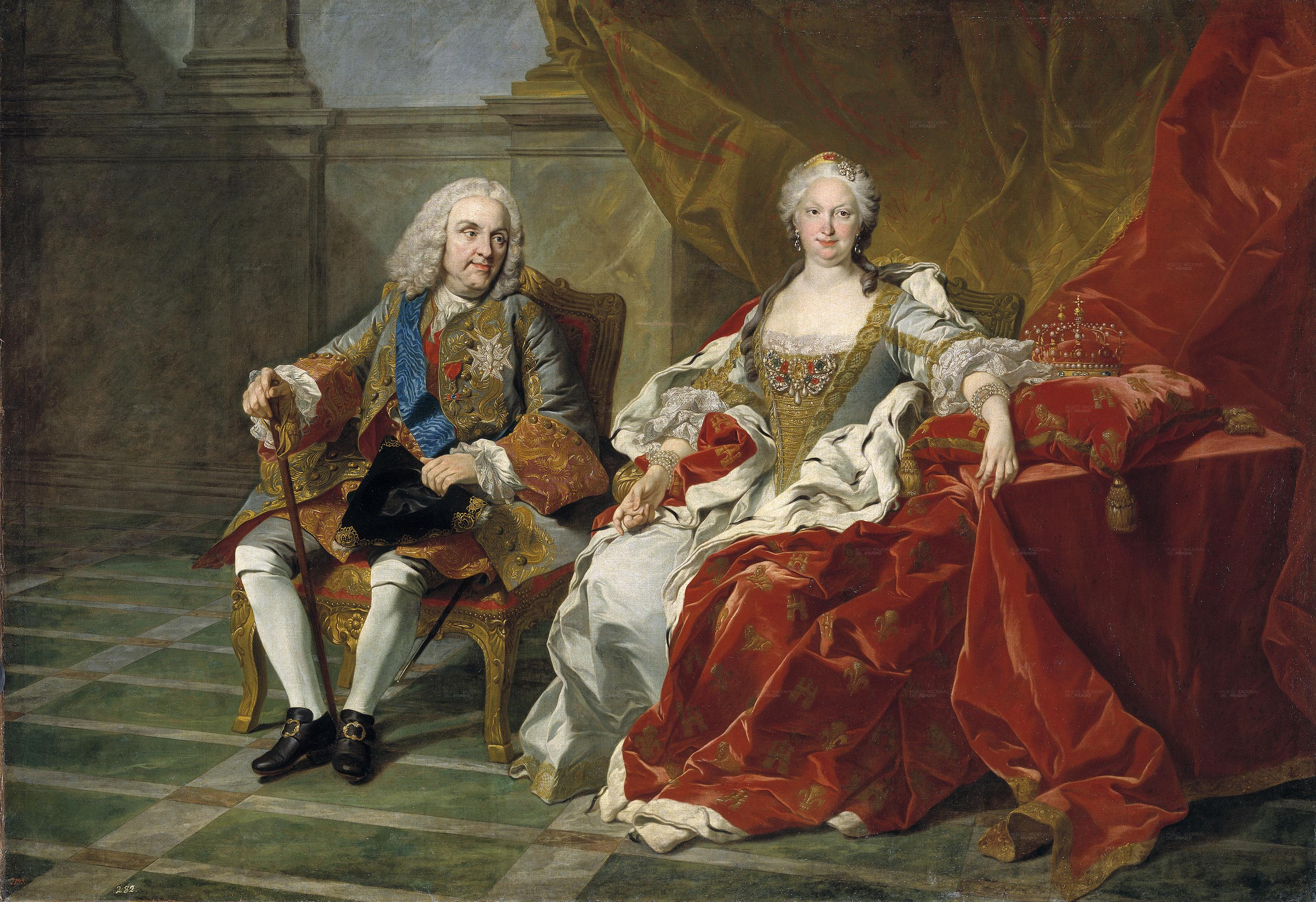
Elisabet Farnese och Filip V.

Maria Elisabet Farnese av Parma, även kallad Isabel de Farnesio eller Elisabetta Farnese (i Spanien kallad Isabella), född 22 oktober 1692 i Parma i Italien och död 11 juli 1766 i Aranjuez i Spanien, var drottning och regent de facto av Spanien, gift med kung Filip V av Spanien. 

## Biografi
Elisabet Farnese var enda dotter till hertig Odoardo II Farnese av Parma, och Dorothea Sofia av Neuburg. Hon var den sista av huset Farnese, som i många år styrde hertigdömet Parma.
Elisabet Farnese beskrivs som dominant och ambitiös. Modern fostrade henne i sträng isolering för att tygla hennes temperament, vilket dock misslyckades. 24 december 1714 vigdes hon med kung Filip per ombud i Parma. Äktenskapet hade arrangerats av kardinal Giulio Alberoni i konkurrens med prinsessan des Ursines, två mäktiga personer vid det spanska hovet.
Vid ankomsten till Spanien välkomnades Elisabet Farnese av prinsessan des Ursines, men förvisade henne genast från hovet. Hon tog genast kontrollen över den passiva kungen och landets politik, och regerade tillsammans med Alberoni. Deras politik hade till syfte att öka Spaniens makt över Italien. Det resulterade i ockupation av Sicilien och Sardinien. Under kriget med Spanien tog hon befäl över en division av armén. 1720 begärde fredstraktaten att hennes rådgivare Alberoni avskedades.
Makens abdikation 1724 var ett stort bakslag, men den var dock endast tillfällig. Hennes politik gick nu ut på att skaffa italienska troner åt sina söner, eftersom den spanska tronen skulle ärvas av hennes styvson. Hon ärvde anspråken på Parma efter sina farbröder och överlät sitt arv på sin son. När Elisabet Farneses farbror, den siste hertigen av huset Farnese, dog 1731, gick hertigdömet vidare till hennes son Karl. Karl fick Parma 1731, och sedan Sicilien och Neapel 1738, Filip fick Parma 1748.
Elisabet Farnese förlorade makten vid makens död 1746, men levde i Spanien till sin död 1766. Hon är begravd tillsammans med sin make Filip V i ett praktfullt mausoleum i La Granja i Segovia.

## Barn
Elisabet Farnese fick sju barn med Filip V:
- Karl III av Spanien (1716–1788), som åren 1731–1735 var hertig av Parma under namnet Carlo I.
- Infant Francisco av Spanien (1717–1717).
- Infanta Maria Ana Vitoria av Spanien (1718–1781). Gift med Josef I av Portugal.
- Filip av Parma (1720–1765) hertig av Parma och grundare av grenen Bourbon-Parma.
- Infanta Maria Teresia Rafaela av Spanien (1726–1746). Gift med Ludvig av Frankrike, son till Ludvig XV.
- Infant Ludvig (1727–1785), känd som Kardinal-Infanten. Han var ärkebiskop av Toledo, Primat av Spanien och kardinal sedan 1735. År 1754 avsade han sig sina kyrkliga titlar och blev greve av Chinchón. År 1776 gifte han sig morganatiskt med Doña María Teresa de Vallabriga y Rozas som han fick barn med, men utan kungliga titlar.
- Infanta Maria Antonieta av Spanien (1729–1785). Gift med Viktor Amadeus III av Savojen.